# Kaspar Förster starszy
Kaspar Förster Starszy (ur. ok. 1574, pogrz. 16 maja 1652 w Gdańsku Oliwie) – kapelmistrz, kantor i księgarz gdański.

## Życiorys
Od 1606 pracował jako kantor i bibliotekarz w liceum gdańskim. W latach 1627–1652 był kapelmistrzem i kantorem w Kościele Mariackim. Toczył wieloletni spór z organistą kościoła Mariackiego, Paulem Siefertemna temat wyższości muzyki włoskiej nad niemiecką.
Kaspar Förster starszy prowadził też w Gdańsku księgarnię. Przed śmiercią zmienił wyznanie na katolickie. Następcą Kaspara Förstera Starszego był jego syn, Kaspar Förster młodszy.
Nie zachowały się żadne kompozycje ani pisma teoretyczne Kaspara Förstera starszego.